# Gymnastik under sommer-OL 2016 – Artistiske individuelle all-around (herrer)
Mændenes artistiske individuelle all-around under sommer-OL 2016 i Rio de Janeiro blev afholdt d.10. august 2016 i HSBC Arena. Kōhei Uchimura vandt guld, og han var den første mandlige gymnast i 44 år, som vandt guld i to på hinanden følgende olympiske lege.

## Tidsoversigt
Alle tider er i brasiliansk tid (UTC−3)
| Dato                  | Tid   | Runde         |
| --------------------- | ----- | ------------- |
| Onsdag 6. august 2016 | 10:30 | Kvalifikation |
| Onsdag 10 August 2016 | 16:00 | Finale        |